# U-64 (1939)
U-64 — большая океанская немецкая подводная лодка типа IX-B, времён Второй мировой войны. Заводской номер 952.
Введена в строй 16 декабря 1939 года. Входила в 2-ю флотилию до 13 апреля 1940 года. Совершила 1 боевой поход, успеха не имела. Потоплена 13 апреля 1940 года у побережья Норвегии у города Нарвик английским самолётом «Суордфиш» с линкора HMS Warspite, погибло 8 человек. Стала первой подлодкой, потопленной самолётом.
Спасённые моряки с U-64 составили основу экипажа подводной лодки U-124 и выбрали своей эмблемой цветок эдельвейса в знак благодарности к участвовавшим в их спасении солдатам горнопехотной дивизии.